# Adrián Martínez (ur. lipiec 1992)
Adrián Emmanuel „Maravilla” Martínez (ur. 7 lipca 1992 w Campanie) – argentyński piłkarz występujący na pozycji napastnika, od 2024 roku zawodnik Racing Clubu.